# チャリス (クレーター)
チャリス (Challis) は、月の表側にあるクレーターであり、月の北部に位置する。19世紀のイギリスの天文学者、ジェームズ・チャリスにちなんで名づけられた。
チャリスは地球から見ると、北の縁の近くに位置しているために大きく歪んで見える。チャリスの北の周壁はメインと合体しており、チャリスとメインのクレーター底は連結している。チャリスの南東にはスコアズビーが位置している。
チャリスの周壁は隕石の衝突などによって風化・崩壊しているが、チャリスの南東半分についてはほとんど無傷である。南側の周壁には小さなクレーターが位置しており、V字形の地形を確認することができる。チャリスおよびメインのクレーター底はほとんど同じ高さであり、いくつかのクレーター痕が存在している。

## 従属クレーター
チャリスのごく近くにある小さな無名のクレーターについては、アルファベットを付加することによって識別される。
| 名称 | 月面緯度     | 月面経度    | 直径  |
| ---- | ------------ | ----------- | ----- |
| A    | 北緯 77.2 度 | 東経 2.3 度 | 32 km |